# Процес Леві
У теорії імовірності процесом Леві (на честь французького математика Поля Леві) називають будь-який неперервний процес з початком в нулі, який має незалежні прирости.

## Означення
Випадковий процес {\displaystyle X=\{X_{t}:t\geq 0\}} називається процесом Леві
1. {\displaystyle X_{0}=0\,} майже напевно
2. Незалежні прирости: {\displaystyle \forall \ \ 0\leq t_{1}<t_{2}<\cdots <t_{n}<\infty }, {\displaystyle X_{t_{2}}-X_{t_{1}},X_{t_{3}}-X_{t_{2}},\dots ,X_{t_{n}}-X_{t_{n-1}}} є незалежними
3. Стаціонарність приростів: {\displaystyle \forall \ \ s<t\,}, {\displaystyle X_{t}-X_{s}\,} дорівнюють за розподілом {\displaystyle X_{t-s}\,}
4. {\displaystyle t\mapsto X_{t}} — майже напевно неперервне справа відображення з лімітом зліва (НПЛЛ)

## Приклади
Прикладами процесів леві є Вінерівський процес і Пуассонівський процес, в яких навіть в означенні виписані пункти з означення процесу Леві.